# Anastasía Pavliuchénkova
Anastasía Serguéievna Pavliuchénkova (en ruso: Анастаси́я Серге́евна Павлюче́нкова; Samara, 3 de julio de 1991) es una tenista profesional rusa. Ha ganado doce títulos de la WTA, y cinco de la ITF. Su hermano Aleksandr Pavliuchénkov (en) también es un jugador de tenis.
Pavliuchénkova ha ganado dos veces el Abierto de Australia en categoría júnior (en 2006 venció a Caroline Wozniacki y en 2007 defendió el título ante Madison Brengle) y una vez el Abierto de los Estados Unidos (en 2006 ante Tamira Paszek). Este éxito en categoría júnior le permitió acceder a los circuitos de la ITF y de la WTA.
En categoría sénior ha conseguido cinco títulos individuales y ocho en dobles en la ITF, así como siete títulos individuales y seis en dobles en la WTA.

## Torneos de Grand Slam

### Individual

#### Finalista (1)
| Año  | Campeonato    | Oponente en la final | Resultado     |
| 2021 | Roland Garros | Barbora Krejčíková   | 1-6, 6-2, 4-6 |

## Juegos Olímpicos

### Dobles mixto

#### Medalla de oro
| Año  | Campeonato | Pareja        | Oponentes en la final        | Resultado            |
| 2021 | Tokio 2020 | Andrey Rublev | Elena Vesnina Aslán Karatsev | 6-3, 6-7(5), [13-11] |

## Títulos WTA (18; 12+6)

### Individual (12)
| Leyenda                                        |
| ---------------------------------------------- |
| Grand Slam (0)                                 |
| Juegos Olímpicos (0)                           |
| WTA Finals (0)                                 |
| Tier I, P. Mandatory & Premier 5, WTA 1000 (0) |
| Tier II, Premier, WTA 500 (2)                  |
| Tier III & IV, International, WTA 250 (10)     |

| N.º | Fecha                 | Torneo      | Superficie    | Oponente en la final | Resultado              |
| --- | --------------------- | ----------- | ------------- | -------------------- | ---------------------- |
| 1.  | 7 de marzo de 2010    | Monterrey   | Dura          | Daniela Hantuchová   | 1-6, 6-1, 6-0          |
| 2.  | 1 de agosto de 2010   | Estambul    | Dura          | Elena Vesnina        | 5-7, 7-5, 6-4          |
| 3.  | 6 de marzo de 2011    | Monterrey   | Dura          | Jelena Janković      | 2-6, 6-2, 6-3          |
| 4.  | 7 de abril de 2013    | Monterrey   | Dura          | Angelique Kerber     | 4-6, 6-2, 6-4          |
| 5.  | 4 de mayo de 2013     | Oeiras      | Tierra batida | Carla Suárez         | 7-5, 6-2               |
| 6.  | 2 de febrero de 2014  | París       | Dura (i)      | Sara Errani          | 3-6, 6-2, 6-3          |
| 7.  | 19 de octubre de 2014 | Moscú       | Dura (i)      | Irina-Camelia Begu   | 6-4, 5-7, 6-1          |
| 8.  | 18 de octubre de 2015 | Linz        | Dura (i)      | Anna-Lena Friedsam   | 6-4, 6-3               |
| 9.  | 9 de abril de 2017    | Monterrey   | Dura          | Angelique Kerber     | 6-4, 2-6, 6-1          |
| 10. | 6 de mayo de 2017     | Rabat       | Tierra batida | Francesca Schiavone  | 7-5, 7-5               |
| 11. | 15 de octubre de 2017 | Hong Kong   | Dura          | Daria Gavrilova      | 5-7, 6-3, 7-6(3)       |
| 12. | 26 de mayo de 2018    | Estrasburgo | Tierra batida | Dominika Cibulková   | 6-7(5), 7-6(3), 7-6(6) |

#### Finalista (9)
| N.º | Fecha                    | Torneo           | Superficie    | Oponente en la final | Resultado        |
| --- | ------------------------ | ---------------- | ------------- | -------------------- | ---------------- |
| 1.  | 4 de agosto de 2012      | Washington       | Dura          | Magdaléna Rybáriková | 1-6, 1-6         |
| 2.  | 5 de enero de 2013       | Brisbane         | Dura          | Serena Williams      | 2-6, 1-6         |
| 3.  | 22 de septiembre de 2013 | Seúl             | Dura          | Agnieszka Radwańska  | 7-6(6), 3-6, 4-6 |
| 4.  | 9 de agosto de 2015      | Washington       | Dura          | Sloane Stephens      | 1-6, 2-6         |
| 5.  | 24 de octubre de 2015    | Moscú            | Dura (i)      | Svetlana Kuznetsova  | 2-6, 1-6         |
| 6.  | 24 de septiembre de 2017 | Tokio (Pacífico) | Dura          | Caroline Wozniacki   | 0-6, 5-7         |
| 7.  | 22 de septiembre de 2019 | Osaka (Pacífico) | Dura          | Naomi Osaka          | 2-6, 3-6         |
| 8.  | 20 de octubre de 2019    | Moscú            | Dura (i)      | Belinda Bencic       | 6-3, 1-6, 1-6    |
| 9.  | 12 de junio de 2021      | Roland Garros    | Tierra batida | Barbora Krejčíková   | 1-6, 6-2, 4-6    |

### Dobles (6)
| Leyenda                                        |
| ---------------------------------------------- |
| Grand Slam (0)                                 |
| Juegos Olímpicos (0)                           |
| WTA Finals (0)                                 |
| Tier I, P. Mandatory & Premier 5, WTA 1000 (2) |
| Tier II, Premier, WTA 500 (2)                  |
| Tier III & IV, International, WTA 250 (2)      |

| N.º | Fecha               | Torneo     | Superficie    | Pareja               | Oponentes en la final                | Resultado        |
| 1.  | 28 de abril de 2008 | Fes        | Tierra batida | Sorana Cîrstea       | Alisa Kleybanova Ekaterina Makarova  | 6-2, 6-2         |
| 2.  | 8 de enero de 2011  | Brisbane   | Dura          | Alisa Kleybanova     | Klaudia Jans-Ignacik Alicja Rosolska | 6-3, 7-5         |
| 3.  | 8 de abril de 2012  | Charleston | Tierra batida | Lucie Šafářová       | Anabel Medina Yaroslava Shvédova     | 5-7, 6-4, [10-6] |
| 4.  | 11 de mayo de 2013  | Madrid     | Tierra batida | Lucie Šafářová       | Cara Black Marina Erakovic           | 6-2, 6-4         |
| 5.  | 13 de enero de 2017 | Sídney     | Dura          | Tímea Babos          | Sania Mirza Barbora Strýcová         | 6-4, 6-4         |
| 6.  | 15 de mayo de 2022  | Roma       | Tierra batida | Veronika Kudermétova | Gabriela Dabrowski Giuliana Olmos    | 1-6, 6-4, [10-7] |

#### Finalista (4)
| N.º | Fecha               | Torneo           | Superficie        | Pareja            | Oponentes en la final           | Resultado           |
| 1.  | 13 de julio de 2008 | Palermo          | Tierra batida     | Alla Kudryavtseva | Sara Errani Nuria Llagostera    | 6-2, 6-7(1), [4-10] |
| 2.  | 13 de junio de 2015 | 's-Hertogenbosch | Hierba            | Jelena Janković   | Asia Muhammad Laura Siegemund   | 3-6, 5-7            |
| 3.  | 28 de abril de 2019 | Stuttgart        | Tierra batida (i) | Lucie Šafářová    | Mona Barthel Anna-Lena Friedsam | 6-2, 3-6, [6-10]    |
| 4.  | 13 de enero de 2023 | Adelaida II      | Dura              | Elena Rybakina    | Luisa Stefani Taylor Townsend   | 5-7, 6-7(3)         |

## Clasificación en torneos del Grand Slam

### Individual
| Torneo                 | 2007 | 2008 | 2009 | 2010 | 2011 | 2012 | 2013 | 2014 | 2015 | 2016 | 2017 | 2018 | 2019 | 2020 | 2021 | Títulos | G-P   |
| ---------------------- | ---- | ---- | ---- | ---- | ---- | ---- | ---- | ---- | ---- | ---- | ---- | ---- | ---- | ---- | ---- | ------- | ----- |
| Australian Open        | -    | -    | 1R   | 2R   | 3R   | 2R   | 1R   | 3R   | 1R   | 1R   | CF   | 2R   | CF   | CF   | 1R   | 0       | 19-13 |
| Roland Garros          | -    | 2R   | 3R   | 3R   | CF   | 3R   | 2R   | 2R   | 1R   | 3R   | 1R   | 2R   | 1R   | 2R   | F    | 0       | 24-14 |
| Wimbledon              | 1R   | 3R   | 2R   | 3R   | 2R   | 2R   | 1R   | 1R   | 2R   | CF   | 1R   | 1R   | 1R   | NC   |      | 0       | 12-13 |
| US Open                | -    | 2R   | 1R   | 4R   | CF   | 2R   | 3R   | 2R   | 2R   | 3R   | 1R   | 1R   | 2R   | A    |      | 0       | 15-10 |
| WTA Tour Championships | -    | -    | -    | -    | -    | -    | -    | -    | -    | -    | -    | -    | -    | -    |      | 0       | 0-0   |

### Dobles
| Torneo                 | 2007 | 2008 | 2009 | 2010 | 2011 | 2012 | 2013 | 2014 | 2015 | 2016 | 2017 | 2018 | 2019 | 2020 | 2021 | Títulos | G-P   |
| ---------------------- | ---- | ---- | ---- | ---- | ---- | ---- | ---- | ---- | ---- | ---- | ---- | ---- | ---- | ---- | ---- | ------- | ----- |
| Australian Open        | -    | -    | 1R   | 1R   | 1R   | 1R   | CF   | 1R   | 3R   | 3R   | 3R   | 1R   | 1R   | -    | 1R   | 0       | 9-12  |
| Roland Garros          | -    | -    | 3R   | 1R   | 2R   | 1R   | CF   | 2R   | 2R   | -    | 3R   | 2R   | 1R   | 2R   | CF   | 0       | 15-12 |
| Wimbledon              | -    | -    | 2R   | 3R   | 1R   | 1R   | 1R   | CF   | 3R   | -    | -    | 1R   | -    | NC   |      | 0       | 8-8   |
| US Open                | -    | 1R   | 1R   | 2R   | 2R   | 1R   | 3R   | 2R   | CF   | -    | 3R   | CF   | 3R   | -    |      | 0       | 10-9  |
| WTA Tour Championships | -    | -    | -    | -    | -    | -    | -    | -    | -    | -    | -    | -    | -    | -    |      | 0       | 0-0   |